# Phaio albicincta
Phaio albicincta là một loài bướm đêm thuộc phân họ Arctiinae, họ Erebidae.